# Ангеліка Кауфман
Анґеліка Марія Ганна Катарина Кауфман (нім. Maria Anna Angelika/Angelica Katharina Kauffmann, 30 жовтня 1741, Кур — 5 листопада 1807, Рим) — відома німецька художниця, графік, представниця класицизму.

## Життєпис

### Ранні роки

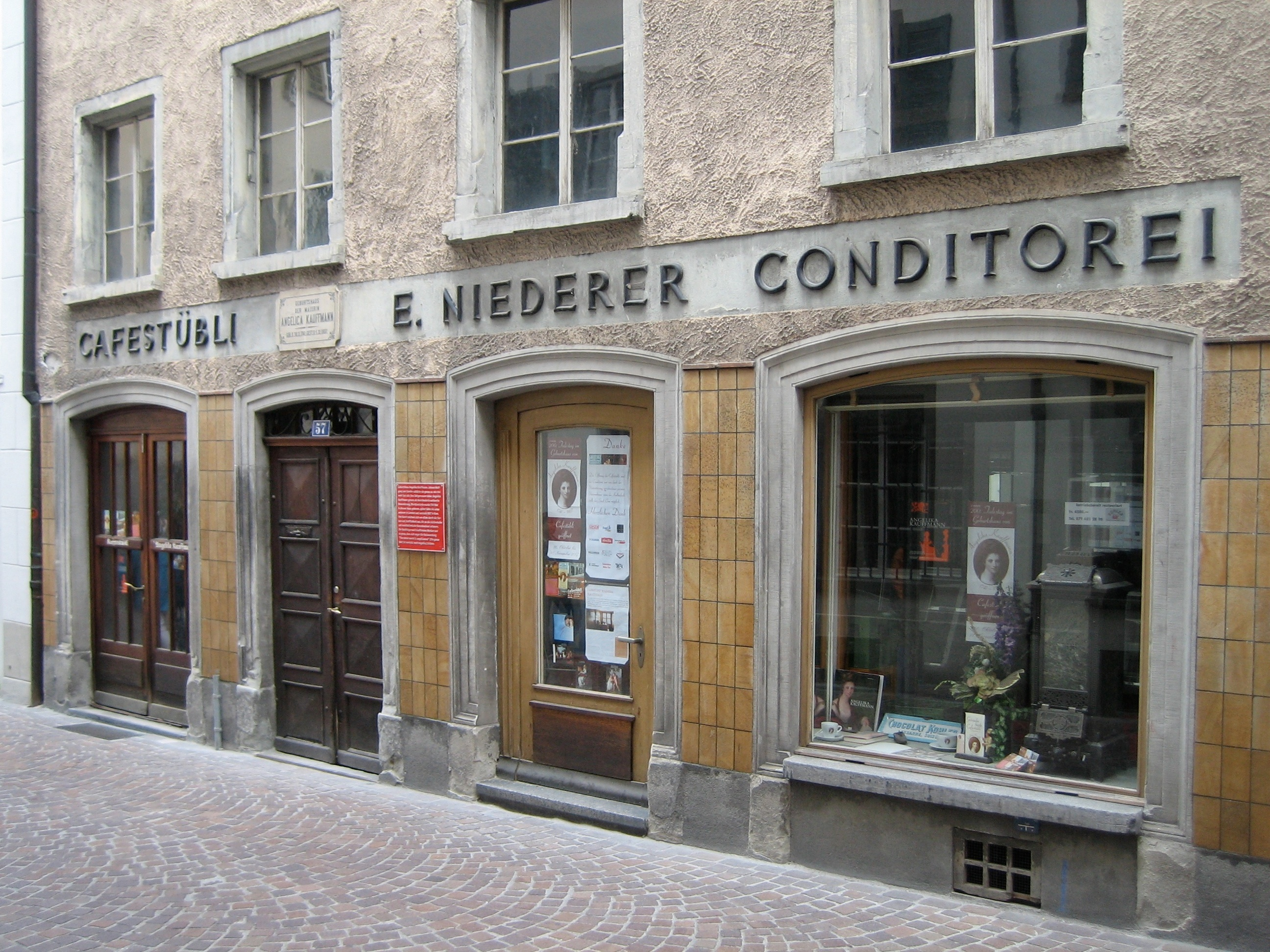
Дім, де народилася Анґеліка Кауфман. Кур. Швейцарія

Анґеліка народилася в маленькому містечку Кур (Хур) у Швейцарії. Її батьком був Йоганн Йозеф Кауфман — небагатий німецький художник. У 1742 році родина переїздить до Італії, де Йоганн займався розписом невеличких церков та малюванням на замовлення. У Анґеліки рано відкрились художні здібності, що помітив її батько та став першим та єдиним вчителем. З шести років вона намагалася робити вже складні роботи, у 9 років — спробувала працювати з олійними фарбами, а в одинадцять — виконала у техниці пастелі свій перший замовний портрет єпископа Навроні.

### Подальше життя та творчість
У 1754 році родина Кауфманів переїздить до Мілану. Тут кількість замовлень у Анґеліки суттєво зростає. Згідно із модою галантного століття Анґеліка зображала на своїх картинах лялькових красунь у вигляді пастушок на лоні природи або у затишних золотих будуарах. Анґеліка Кауфман — єдина жінка, якій дозволили копіювати твори великих майстрів у Міланській галереї.
Після смерті матері у 1757 році Анґеліка разом з батьком переїздить до Шванценберґу (Австрійська імперія). Тут вона виконує фрески для парафіяльної церкви, потім працює при дворі графа Монфорта. Але вже у 1763 році Кауфмани мешкають у Римі. Анґеліка ближче знайомиться з античним мистецтвом. В цьому на неї великий вплив мав відомий німецький вчений-археолог та історик мистецтва І. Вінкельманн, який займався розкопками у давньоримських містах — Помпеях та Геркуланумі.
У 1766 році Анґеліка переїздить до Лондона. Тут вона прожила 15 років, де познайомилася з видатними англійськими художниками Джошуа Рейнольдсом, президентом Англійської академії мистецтв та Томасом Гейнсборо. Рейнольдс навіть запропонував Анґеліці вийти за нього заміж, але та відмовила.
Ображений Рейнольдс вирішив помститися. Він скористався плутаниною у документах позашлюбного сина графа Горна — Фредеріка Брандта, надавши йому підтримку, хоча Брандт не був затвердженими у правах. Згодом Рейнольдс представив його Анґеліці як свого друга та графа. Молоді люди покохали один одного та незабаром побралися. Тоді Рейнольдс розкрив обман, внаслідок чого за використання чужого імені Ф. Брандта заарештували, а Анґеліка не змігши пробачити Фредеріку обман, через 2 місяці домоглася розриву шлюба. Вся ця історія стала основою сюжету драми В. Ґюго «Рюі Блаз».
Тим не менш, Анґеліка Кауфман залишилася у Лондоні, хоча ця особиста трагедія віддалила її від вищого товариства — головного замовника творів Анґеліки. Вона спілкувалася лише з вузьким колом інтелігенції. За наполяганням батька у 1781 році Анґеліка виходить заміж за венеціанського художника та гравера Антоніо Цуккі. Цього ж року Анґеліка разом з чоловіком переїздить до Італії.

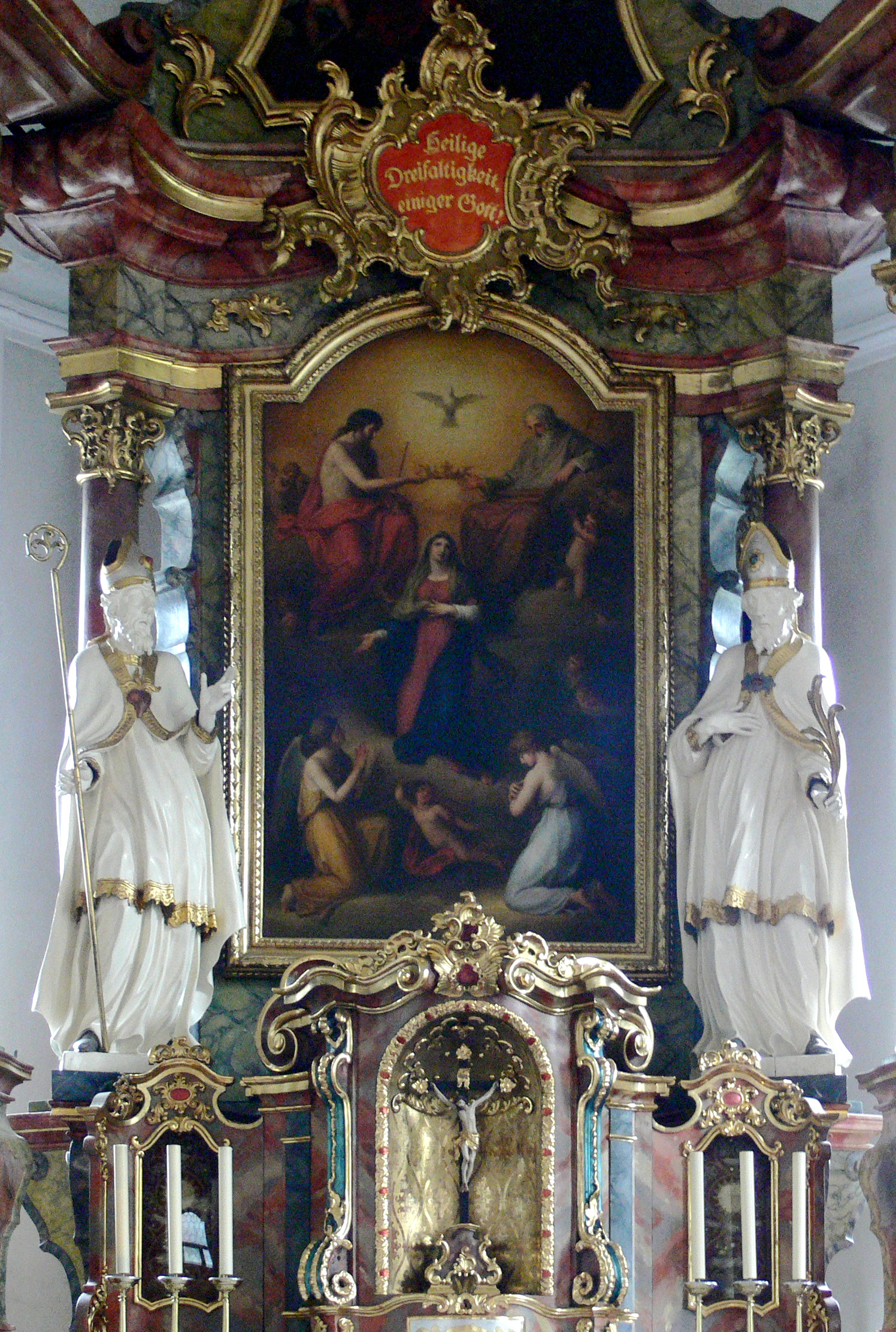
Шварценберґ, вівтар церкви Св. Трійці «Коронація Богородиці» роботи А. Кауфман

Спочатку Кауфман працювала у Неаполі при дворі королеви Обох Сицилій — Марії Кароліни Габсбурґ. Але Анґеліці швидко набридла одноманітна робота й у 1782 році вона оселяється у Римі. Тут Анґеліка багато працює, захоплюється енкавстикою (живописом восковими фарбами), чудово опановує цю складну техніку, яка виконувалася гарячими засобом та розплавленими фарбами. Кауфман починає робити гравюри, працює в галузі розробки меблів та інтер'єрів, створює складні графічні візерунки для розпису посуду.
Нечасто, але художниця бралась за створення релігійних композицій.
У Римі Анґеліка знайомиться із Йоганном Гете, робить його портрет. Будинок А. Кауфман був єдиний у Римі, який відвідував Гете. Він не пропустив жодного музикального та літературного вечора у її салоні.
Анґеліка Кауфман померла 5 листопада 1807 року у Римі.

## Відомі роботи
- Портрет Генріка Любомирського у вигляді Купідона, Львівська національна галерея мистецтв імені Бориса Возницького, Львів;
- Турчанка, 1773, Музей образотворчих мистецтв імені Пушкіна, Москва;
- Портрет Й. Вінкельмана, 1764, Цюрих;
- Портрет Августи Ганновер, герцогині Брауншвейг-Люнебурзької із сином;
- Портрет Марії Кароліни Австрійської;
- Умовний портрет Шекспіра (1770-ті);
- Алегорія Живопису та Поезії, 1782, Лондон;
- Овідій у вигнанні пише «Метаморфози»;
- Вергилій, який читає «Енеїду» Октавії та Августу, Ермітаж, Петербург;
- Прощання Абеляра з Елоїзою;
- Портрет графині Протасової із племінницями, 1788, Ермітаж, Петербург;
- Венера умовляє Елену кохати Паріса, 1790, Ермітаж, Петербург;
- Портрет фон Бауер;
- Портрет Гете;
- Автопортрети (різні варіанти).

## Звання
- Член Академії Святого Луки у Римі (1765 рік);
- Член Французької Королівської академії (1768 рік);
- Член Англійської академії мистецтв (1768 рік);
- Член Венеціанської академії.

## Галерея творів

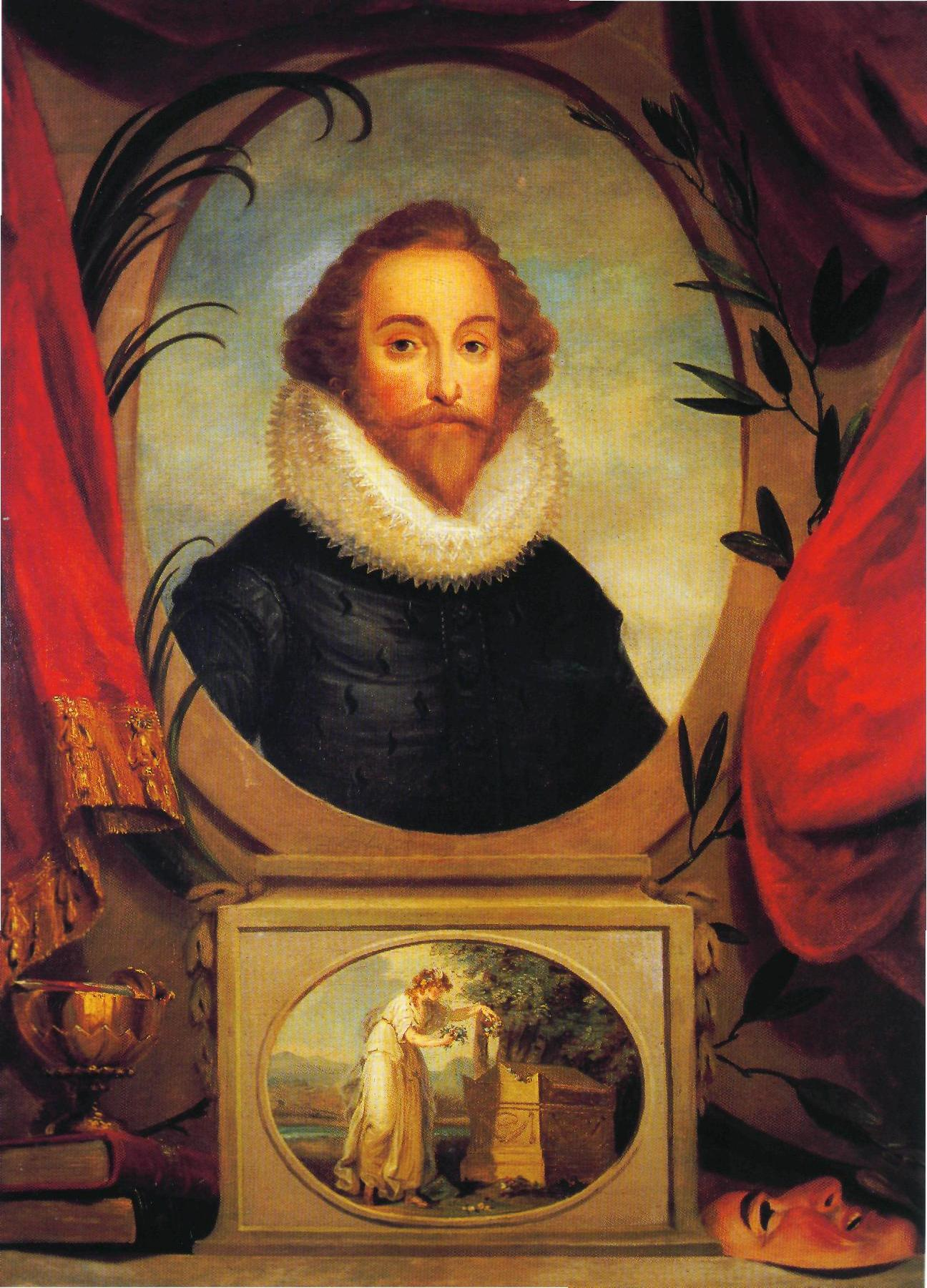
Умовний портрет Шекспіра, 1770-ї рр
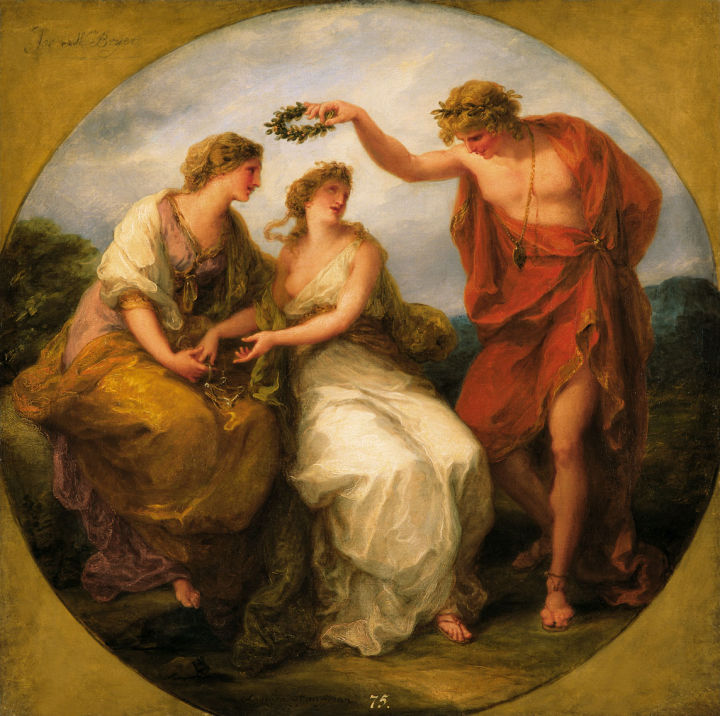
Краса, керована Справедливістю, увінчана Досконалістю (алегорія), Кадріорг, Таллінн.
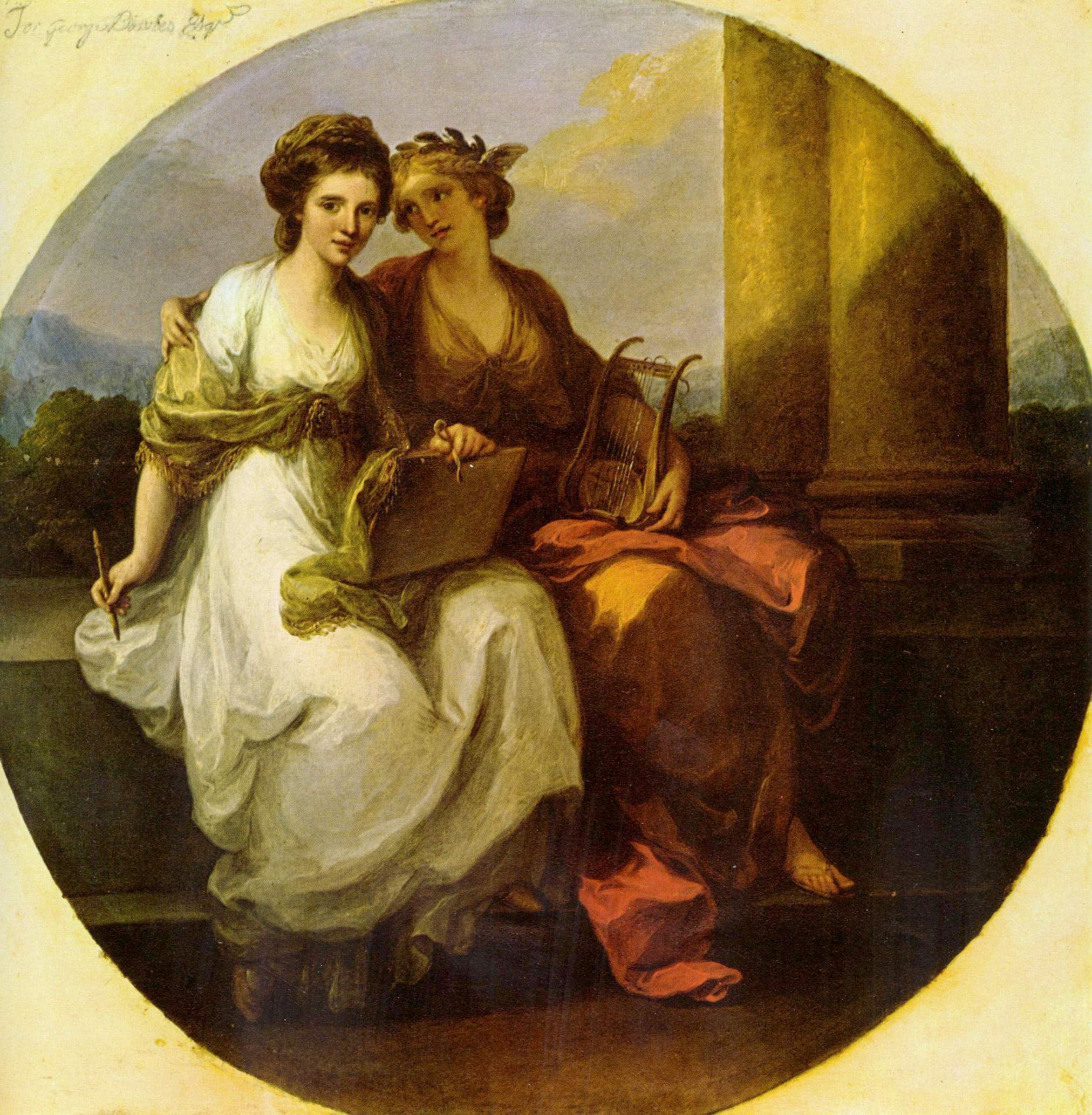
Алегорія Живопису та Поезії , 1782, Лондон
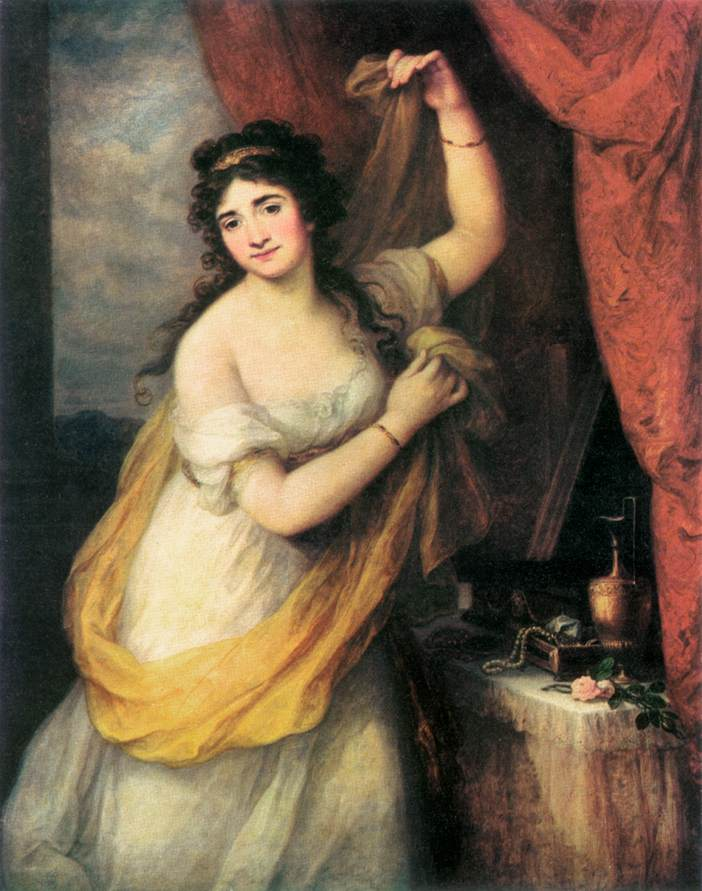
Жіночий портрет, Музей образотворчих мистецтв (Будапешт)
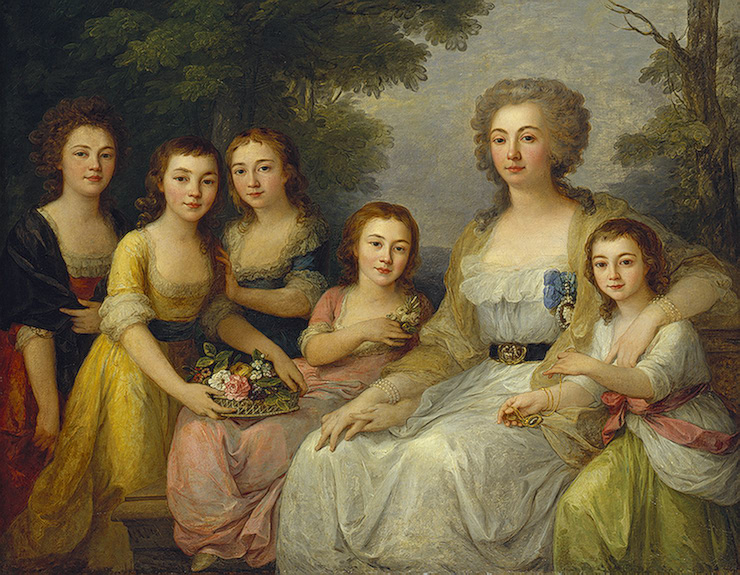
Портрет графині Протасової із племінницями, 1788, Ермітаж, Петербург
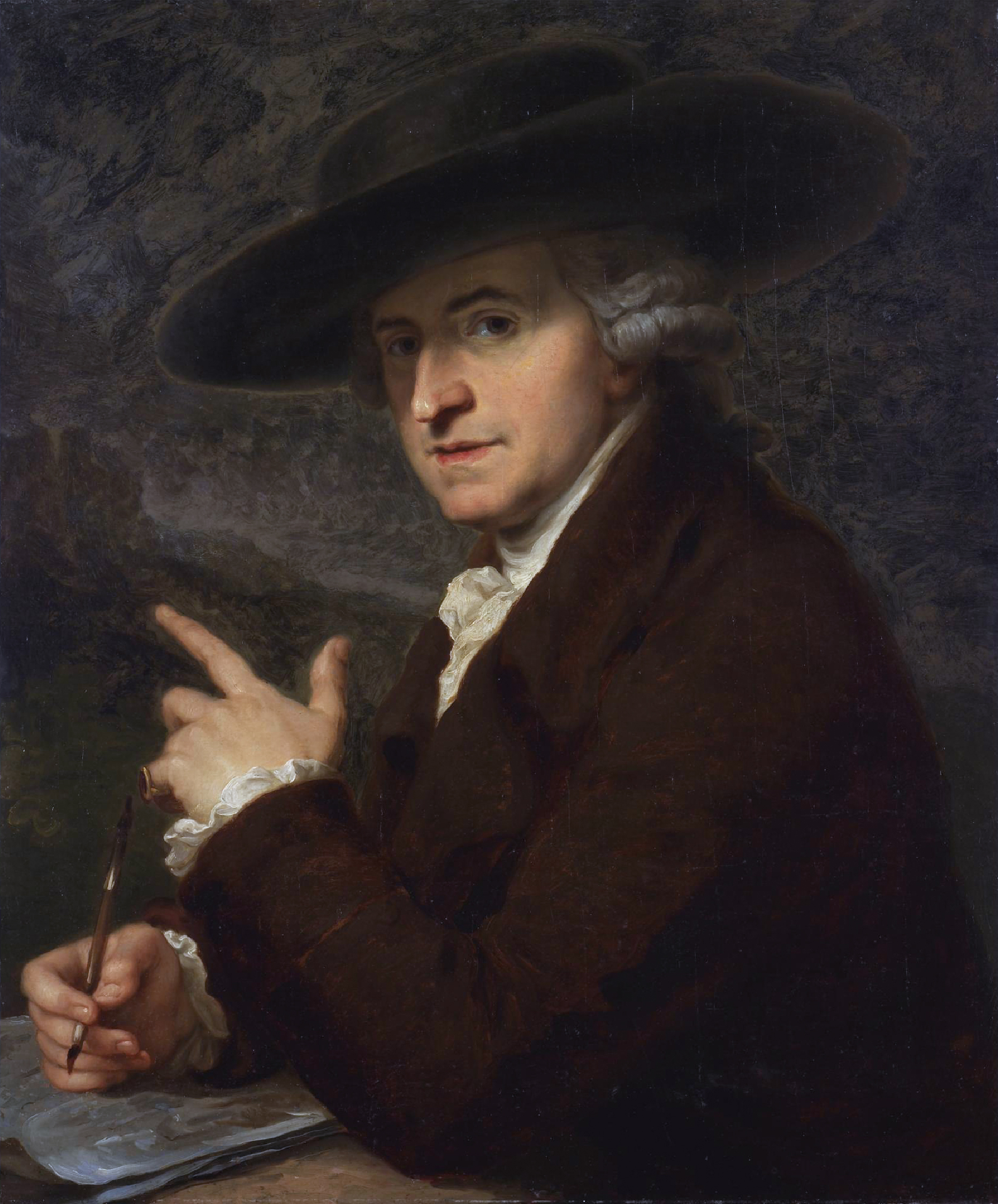
Портрет чоловіка художниці, Антоніо Цуккі, 1781
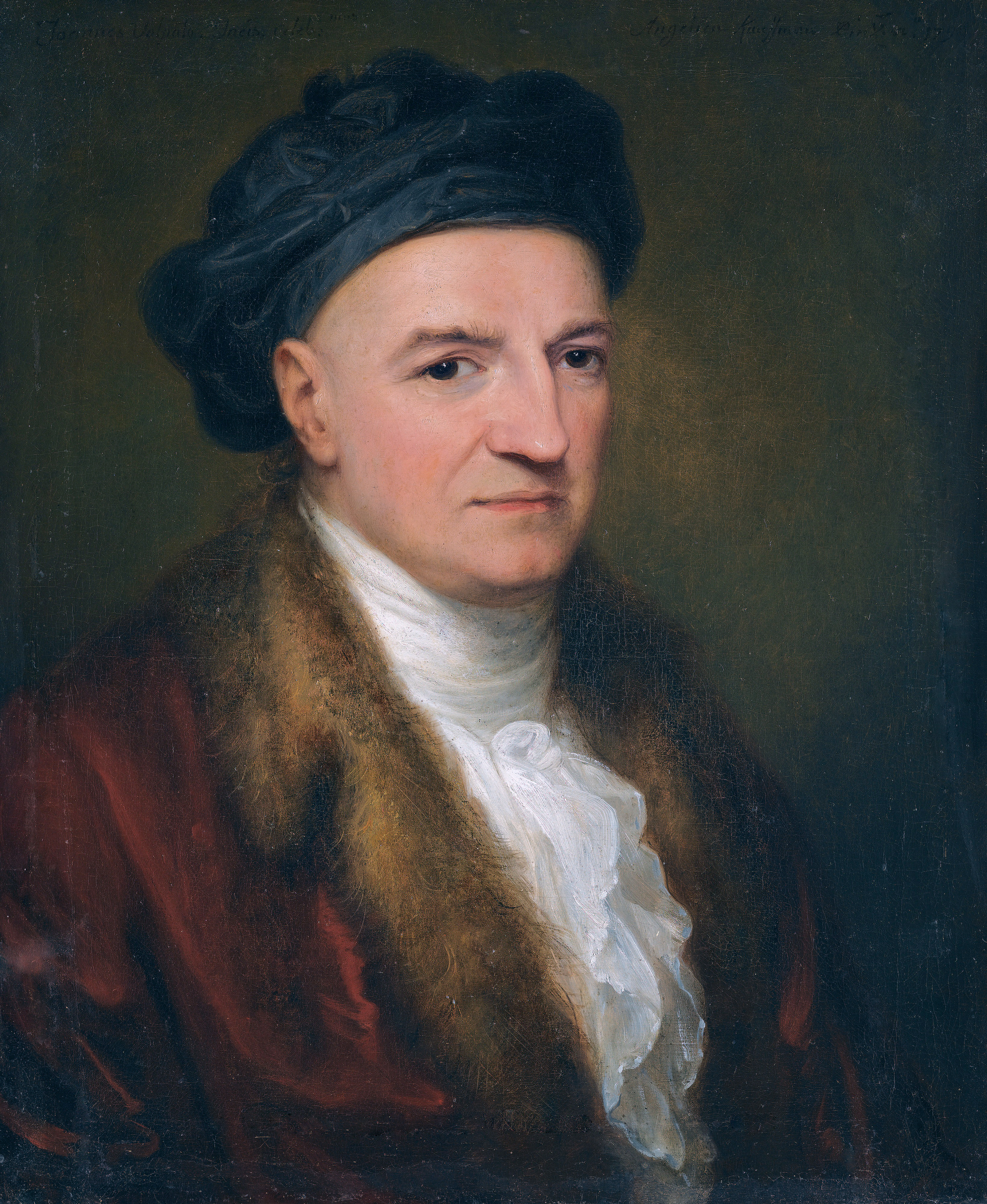
Джованні Вольпато, італійський бізнесмен, гравер, володар порцелянової мануфактури у Римі
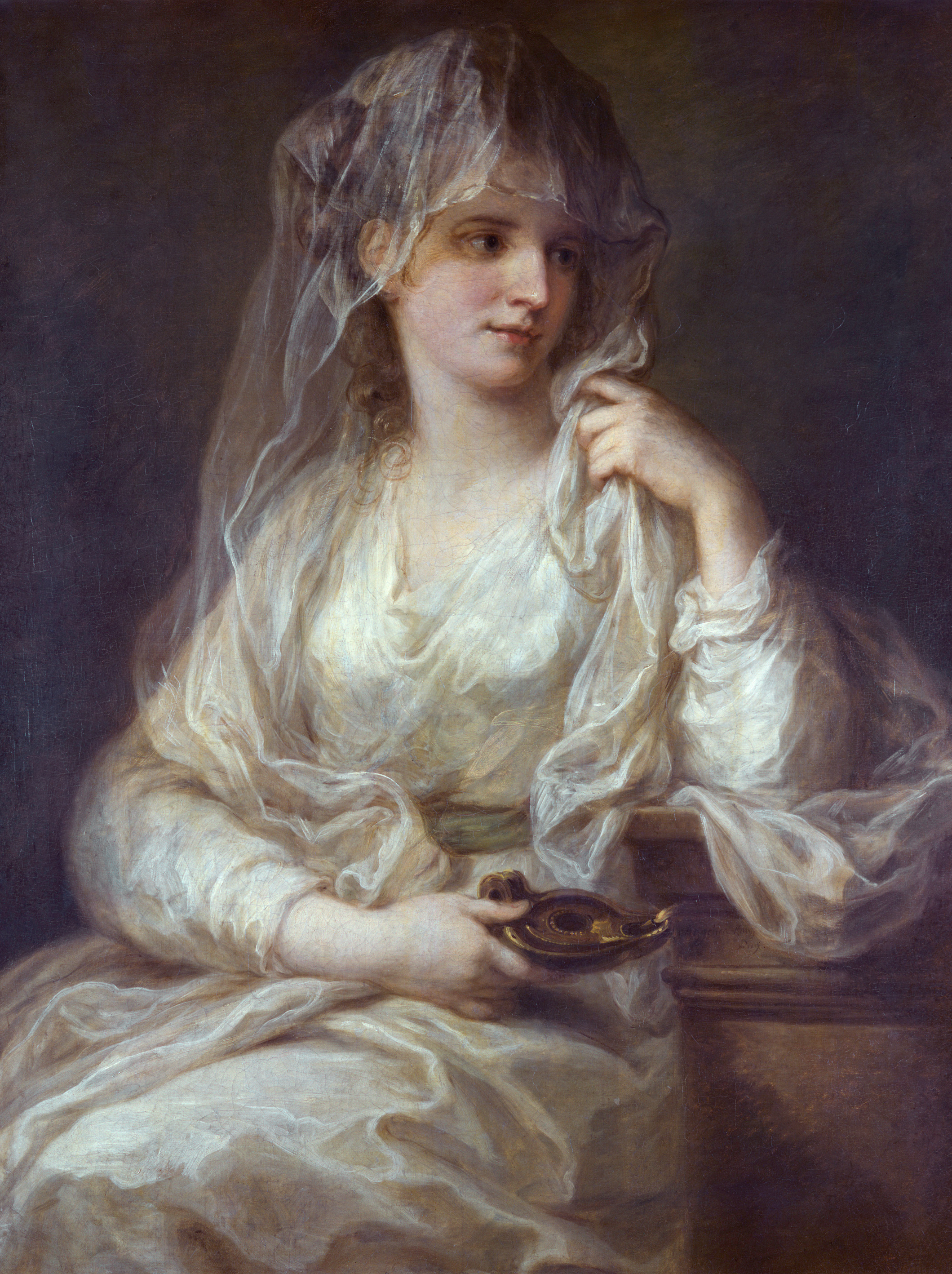
Жіночий портрет у вигляді весталки,Дрезденська картинна галерея
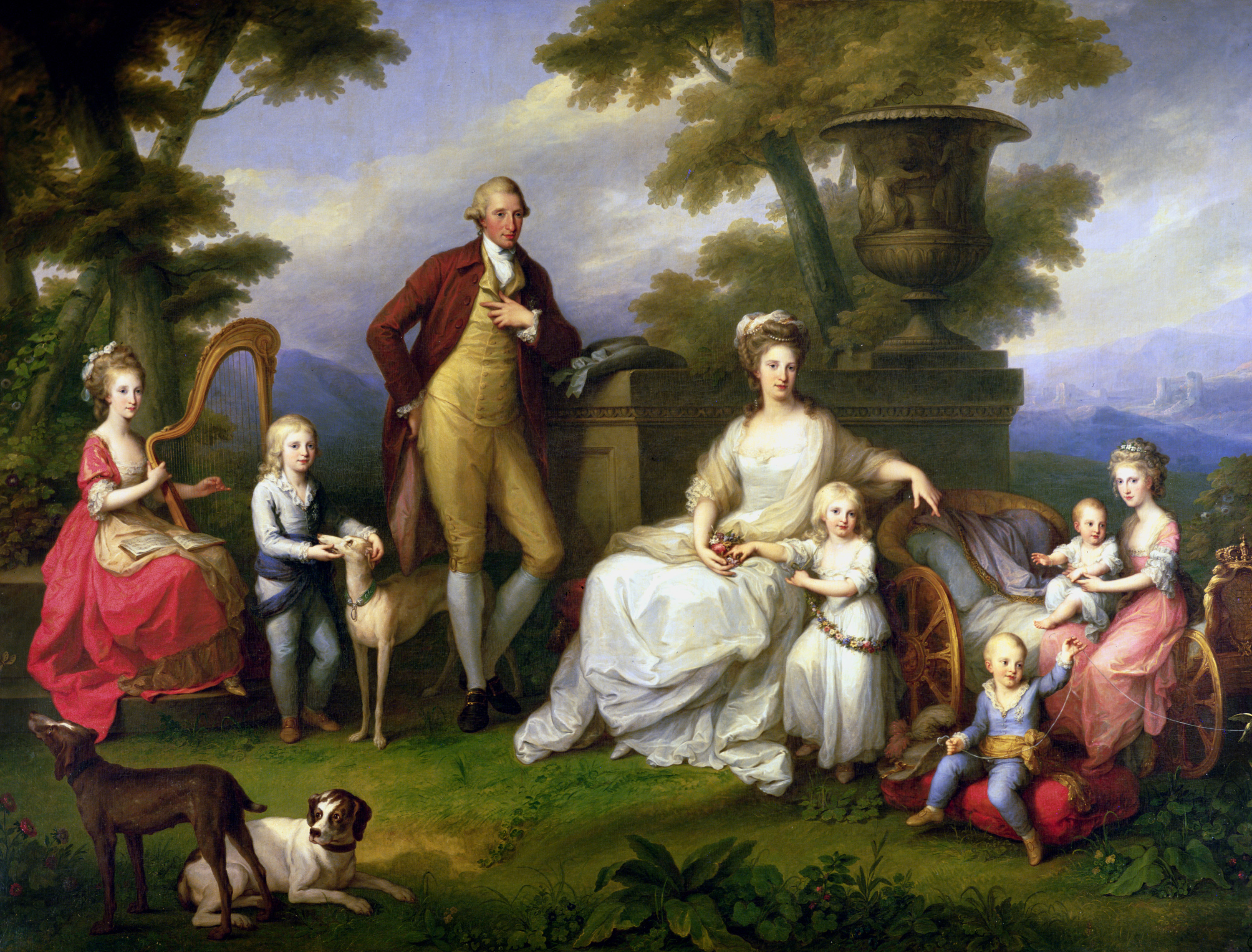
Родина Марії Кароліни Австрійської, Вадуц.

## Виставок
- Retrospektive Angelika Kauffmann (270 works, c. 450 ill.), Düsseldorf, Kunstmuseum (Nov. 15th 1998 — Jan. 24th 1999); München, Haus der Kunst (Febr. 5th — April 18th 1999); Chur, Bündner Kunstmuseum (May 8th — July 11th 1999).

## Пам'ять
- 30788 Анґекауфман — астероїд, названий на честь художниці[12].
- У парафіяльній церкві міста Шварценберґ (Австрія) встановлене мармурове погруддя Анґеліки Кауфман.